# 페포호박
페포호박(학명: Cucurbita pepo 쿠쿠르비타 페포[*])은 호박속의 식물이다.

## 분포
북아메리카의 멕시코와 미국이 원산지이다.

## 재배종

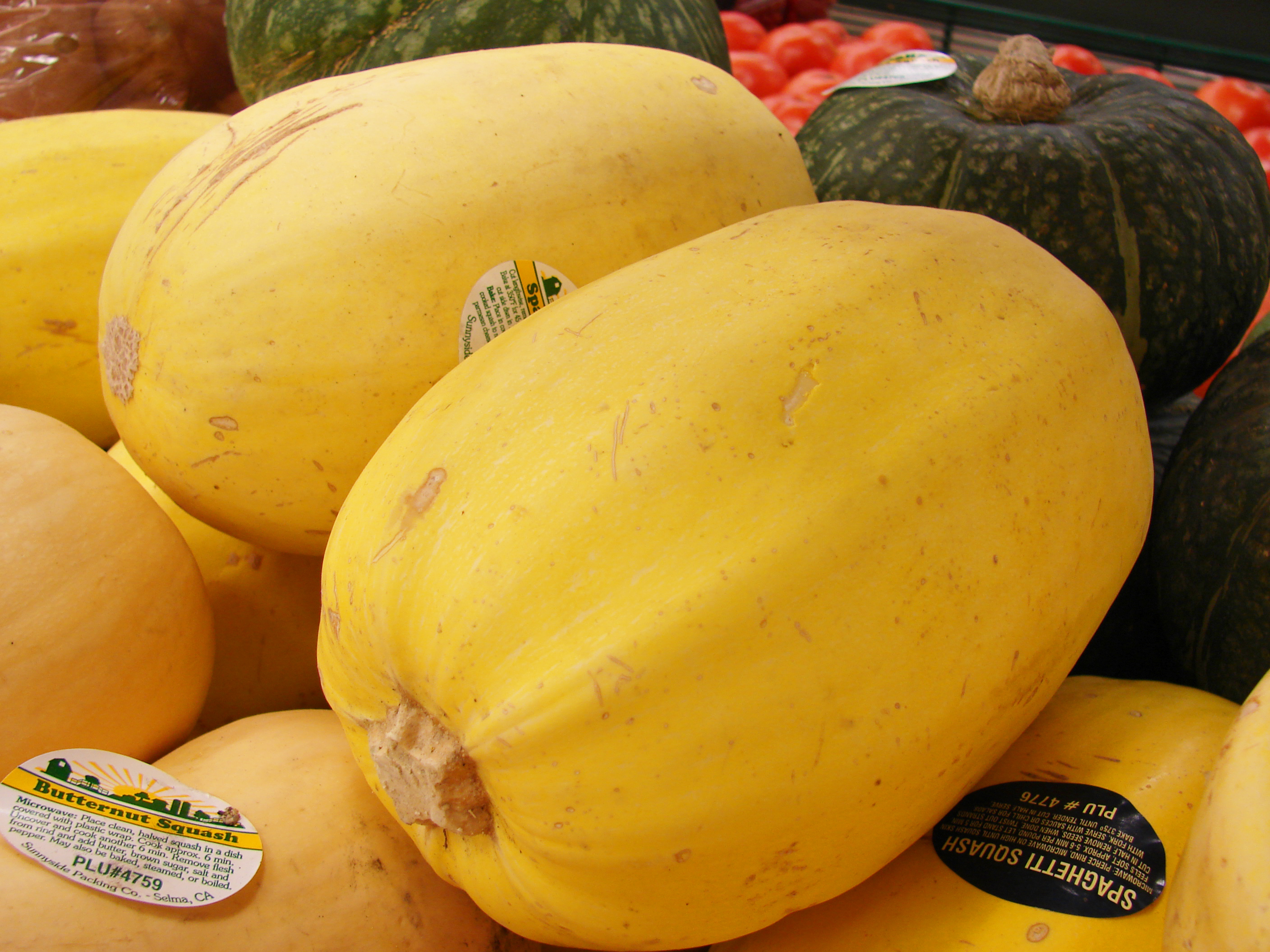
국수호박
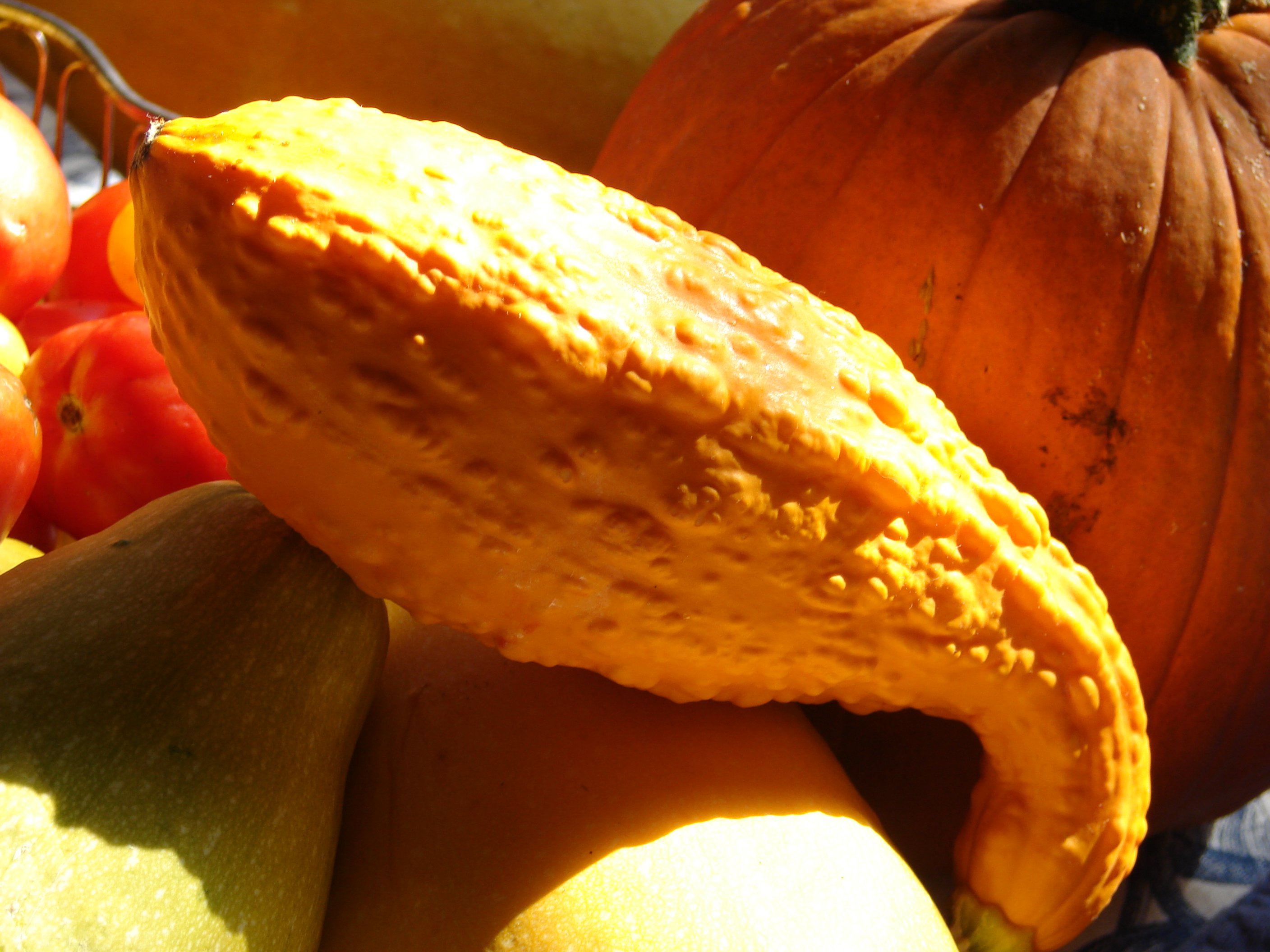
굽은목호박
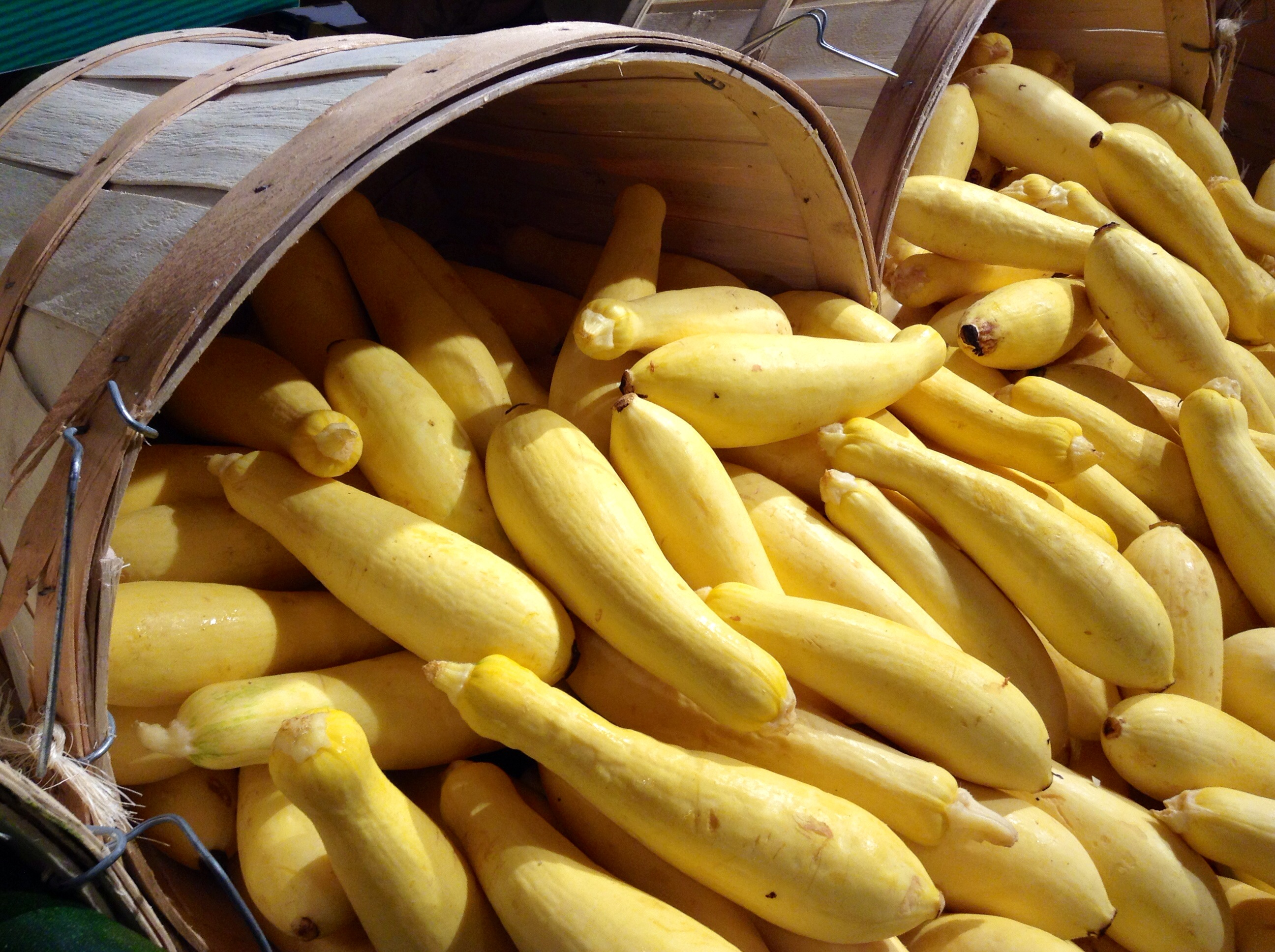
노랑호박
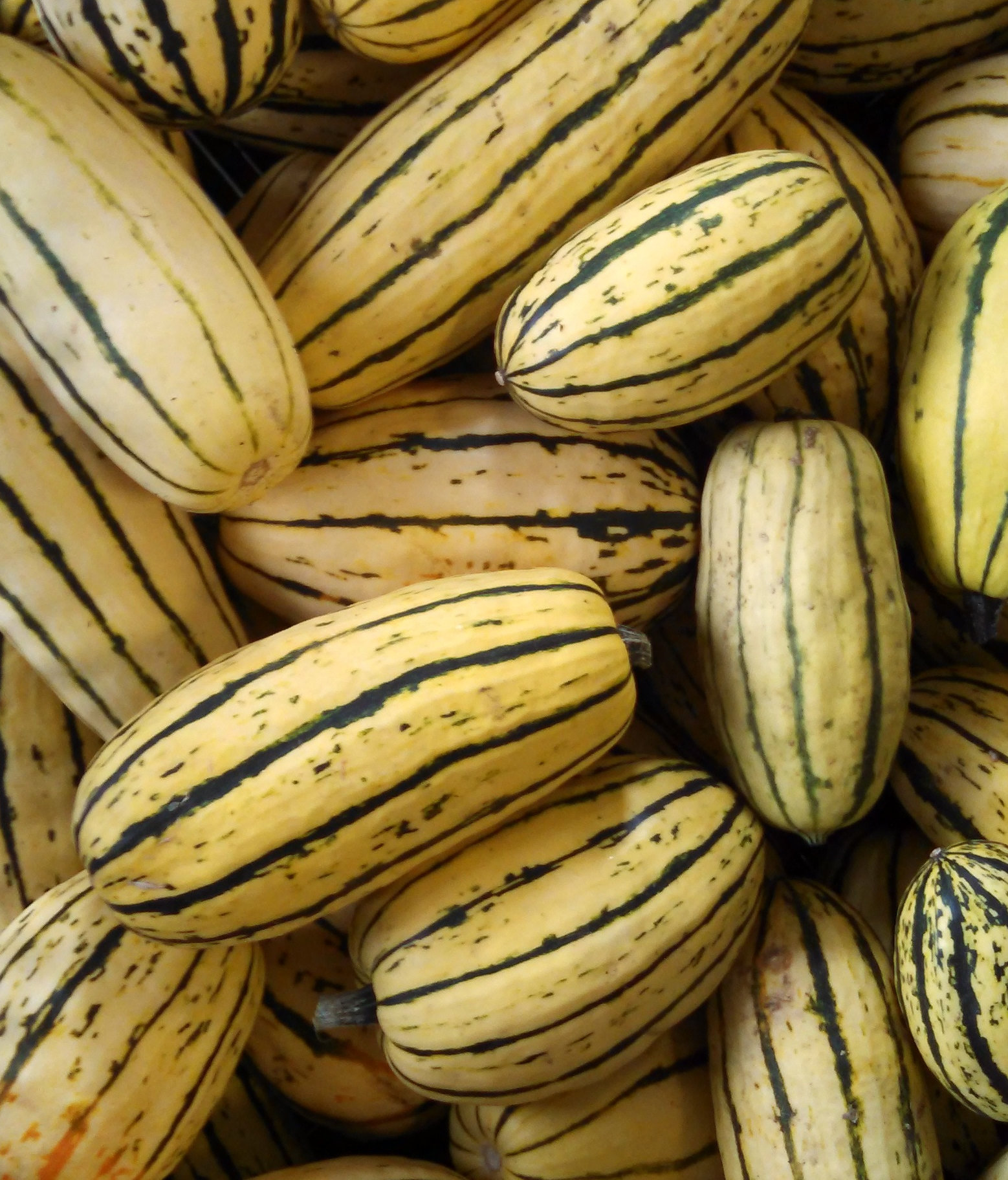
델리카타호박
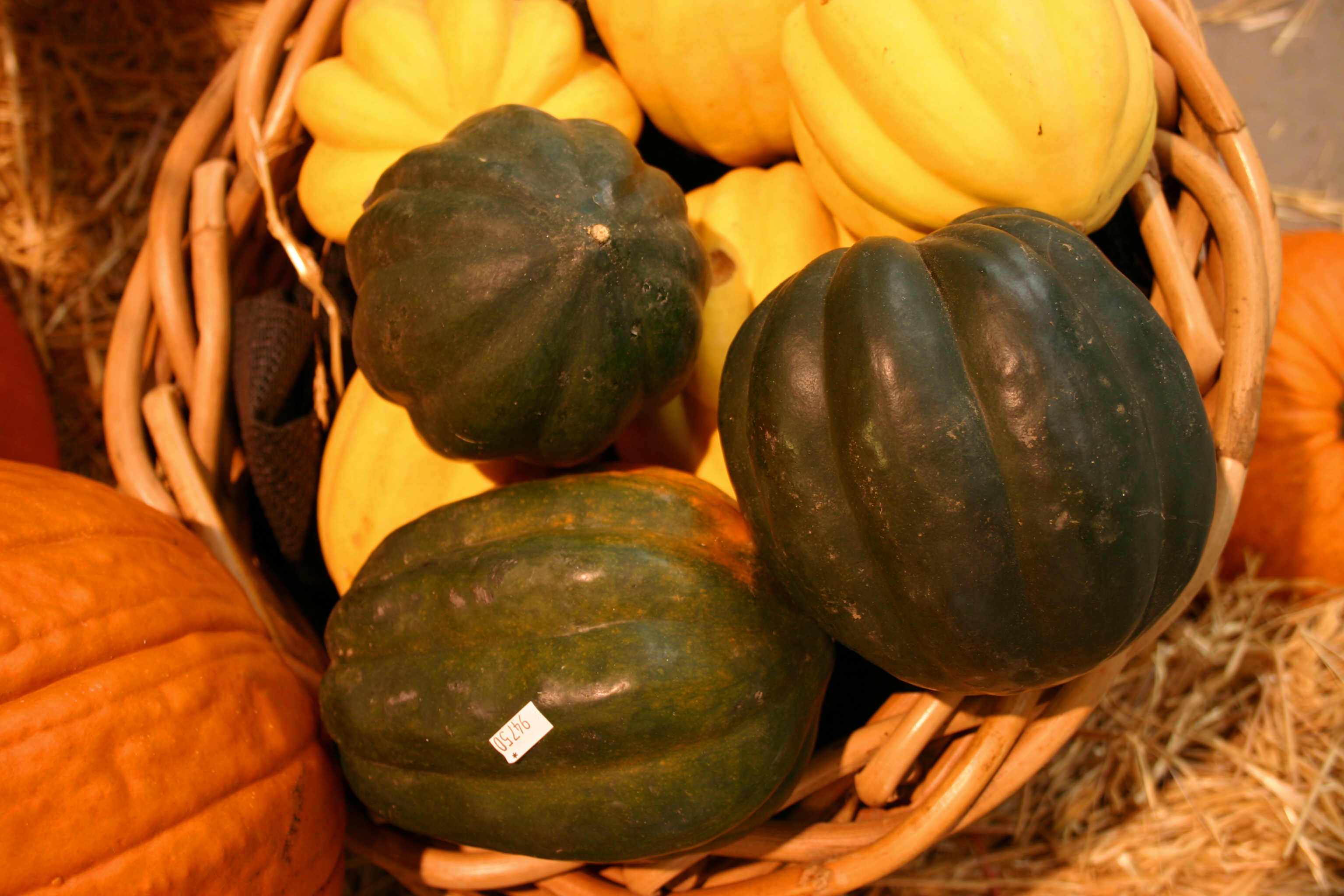
도토리호박
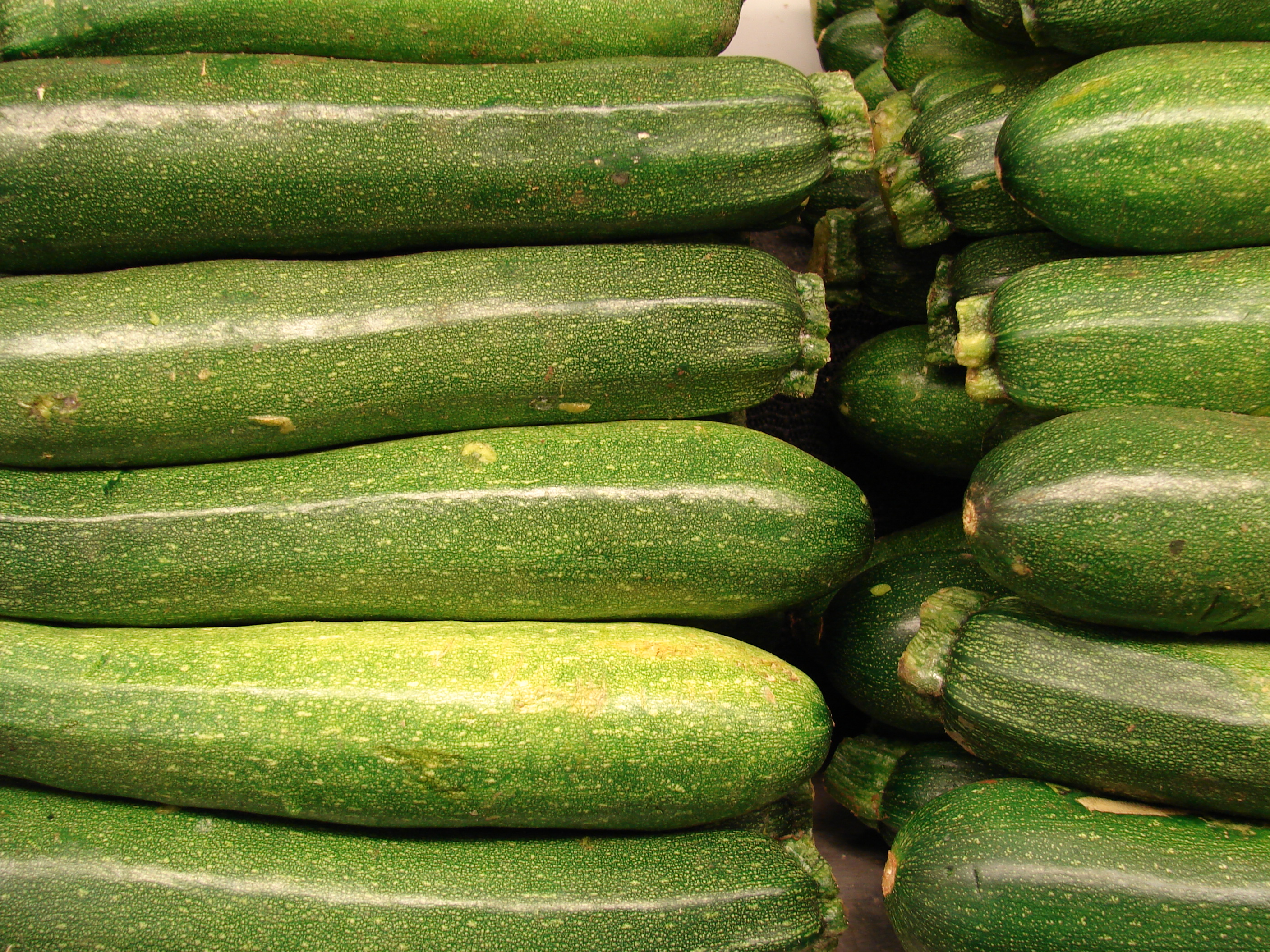
주키니호박
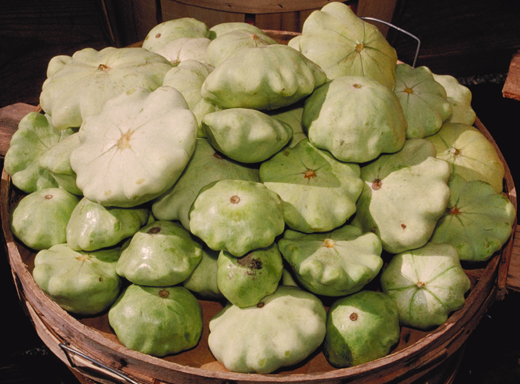
파티송호박

## 같이 보기
- 호박(C. moschata)
- 서양호박(C. maxima)